# カール・アントン (ホーエンツォレルン＝ジグマリンゲン侯)
カール・アントン（Karl Anton, 1811年9月7日 - 1885年6月2日）は、ホーエンツォレルン＝ジグマリンゲン侯国最後の侯（在位：1848年 - 1849年）。のち、プロイセン王国宰相（在職：1858年 - 1862年）。全名はカール・アントン・ヨアヒム・ツェフィリン・フリードリヒ・マインラート（Karl Anton Joachim Zephyrin Friedrich Meinrad von Hohenzollern-Sigmaringen）。ホーエンツォレルン＝ジグマリンゲン侯カールの長男。

## 生涯
カール・アントンは1811年9月7日、カールとその最初の妃であったマリー・アントワネット・ミュラ（1793年 - 1847年、ジョアシャン・ミュラの従妹）の間に第2子としてクラウヒェンヴィース（現バーデン＝ヴュルテンベルク州ジグマリンゲン郡）で生まれた。
1848年革命がホーエンツォレルン＝ジグマリンゲン侯国にも波及すると、カール・アントンは父から譲位されて侯位に即いた。しかし結局革命を抑えることはできず、翌年12月7日に彼はホーエンツォレルン＝ヘヒンゲン侯コンスタンティンとともに主権を傍系の遠戚が治めるプロイセン王国へ譲渡した。その後両侯国はプロイセンのホーエンツォレルン県となった。カール・アントンはデュッセルドルフへ移り、1850年にプロイセン王族として遇された。
カール・アントンは1849年にプロイセン軍の陸軍少将（Generalmajor）、1853年に陸軍中将（Generalleutnant）に任じられた。さらに1858年に彼はヴィルヘルム1世によってプロイセン王国宰相に任命され、自由主義的政策を採った。しかし第二次イタリア独立戦争に関する方針や軍務についてのアルブレヒト・フォン・ローンとの対立などもあって成果を上げることができず、1862年に解任された。
1869年、コンスタンティンが嫡子のないまま死去してホーエンツォレルン＝ヘヒンゲン侯家が断絶したため、カール・アントンは以後単にホーエンツォレルン侯（Fürst von Hohenzollern）と称するようになった。
カール・アントンは1885年にジグマリンゲン（現バーデン＝ヴュルテンベルク州ジグマリンゲン郡）で死去した。ホーエンツォレルン侯の称号は長男のレオポルトが嗣いだ。

## 子女
カール・アントンは1834年にカールスルーエでバーデン大公カールの娘ヨゼフィーネ（1813–1900）と結婚した。彼女との間には以下の4男2女をもうけた。
- レオポルト・シュテファン・カール・アントン・グスタフ・エドゥアルト・タッシロ（1835–1905） - スペイン王候補、ホーエンツォレルン侯
- シュテファニー・ヨーゼファ・フリーデリケ・ヴィルヘルミーネ・アントーニア（1837–1859） - ポルトガル王ペドロ5世妃
- カール・アイテル・フリードリヒ・ゼフィリヌス・ルートヴィヒ（1839–1914） - ルーマニア王
- アントン（1841–1866） - ケーニヒグレーツの戦いで戦死
- フリードリヒ・オイゲン・ルートヴィヒ（1843–1904） - 騎兵大将（General der Kavallerie）
- マリア・ルイーゼ・アレクサンドリーネ・カロリーネ（1845–1912） - ベルギー王子フィリップ（フランドル伯爵）妃、アルベール1世の母

| カール・アントン (ホーエンツォレルン＝ジグマリンゲン侯) ホーエンツォレルン＝ジグマリンゲン家 1811年9月7日 - 1885年6月2日 |                                                      |                                                         |
| ドイツの君主 |                                                      |                                                         |
| 先代 カール | ホーエンツォレルン＝ジグマリンゲン侯 1848年 - 1849年 | プロイセン王国へ合併                                    |
| ドイツの爵位 |                                                      |                                                         |
| 先代 ― | ホーエンツォレルン＝ジグマリンゲン侯 1849年 - 1885年 | 次代 レオポルト                                         |
| 公職 |                                                      |                                                         |
| 先代 オットー・テオドール・フォン・マントイフェル                                                                        | プロイセン王国宰相 1858年 - 1862年                   | 次代 アドルフ・ツー・ホーエンローエ＝インゲルフィンゲン |